# Geografía de Catar

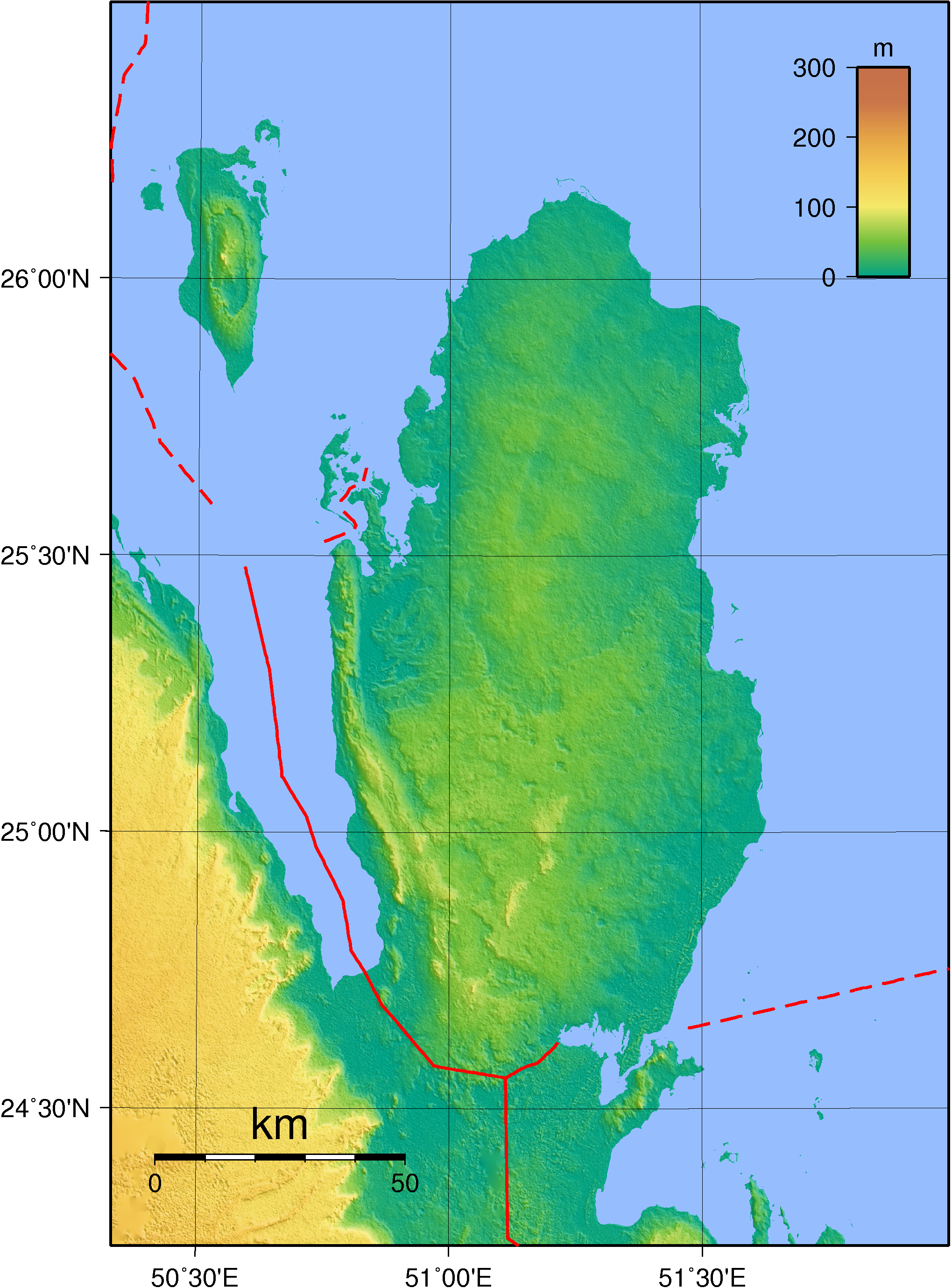
Mapa topográfico de Catar

El territorio de Catar está compuesto por la península homónima situada a su vez al este de la península arábiga, en el golfo Pérsico, y de algunas islas próximas a su costa. Su ubicación geográfica dentro de la rica cuenca petrolífera del golfo Pérsico le confiere gran importancia estratégica.
La geografía catarí abarca 11 437 km². La península de Catar se extiende unos 160 km al norte hacia el golfo Pérsico desde la península arábiga. Su anchura va desde 55 km a 90 km. La superficie es principalmente llana (el punto más elevado se encuentra a 103 m s. n. m.) y rocosa.
Destacan sus terrazas de sal en la costa, las formaciones elevadas de piedra caliza (el anticlinal de Dukhan) a lo largo de la costa oeste debajo de la cual se encuentra el campo petrolífero de Dukhan y las enormes dunas de arena que rodean Khawr al Udayd, una ensenada del golfo en el sudeste conocido como el mar interior.
De todas las islas pertenecientes a Catar, Halul es la más importante. Se encuentra a unos 90 km al este de Doha y se emplea como zona de almacenamiento y como terminal de carga del petróleo situado en plataformas fuera de la costa. Las islas Hawar, en la costa oeste, son objeto de disputa territorial entre Catar y Baréin.
- Datos: Q576594
- Multimedia: Geography of Qatar / Q576594